# Porsche Macan (Typ XAB)

Logo des Modells Macan

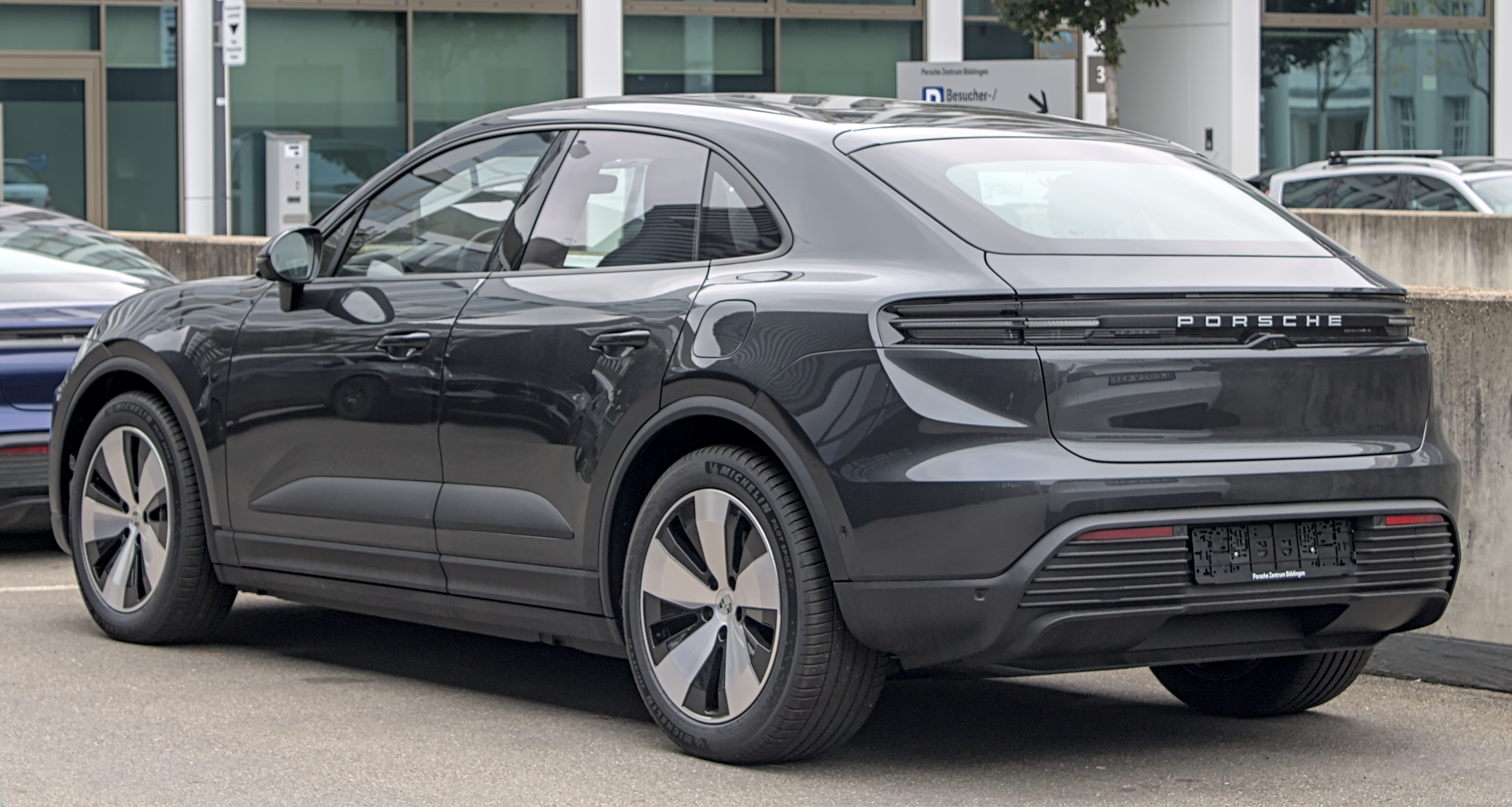
Heckansicht

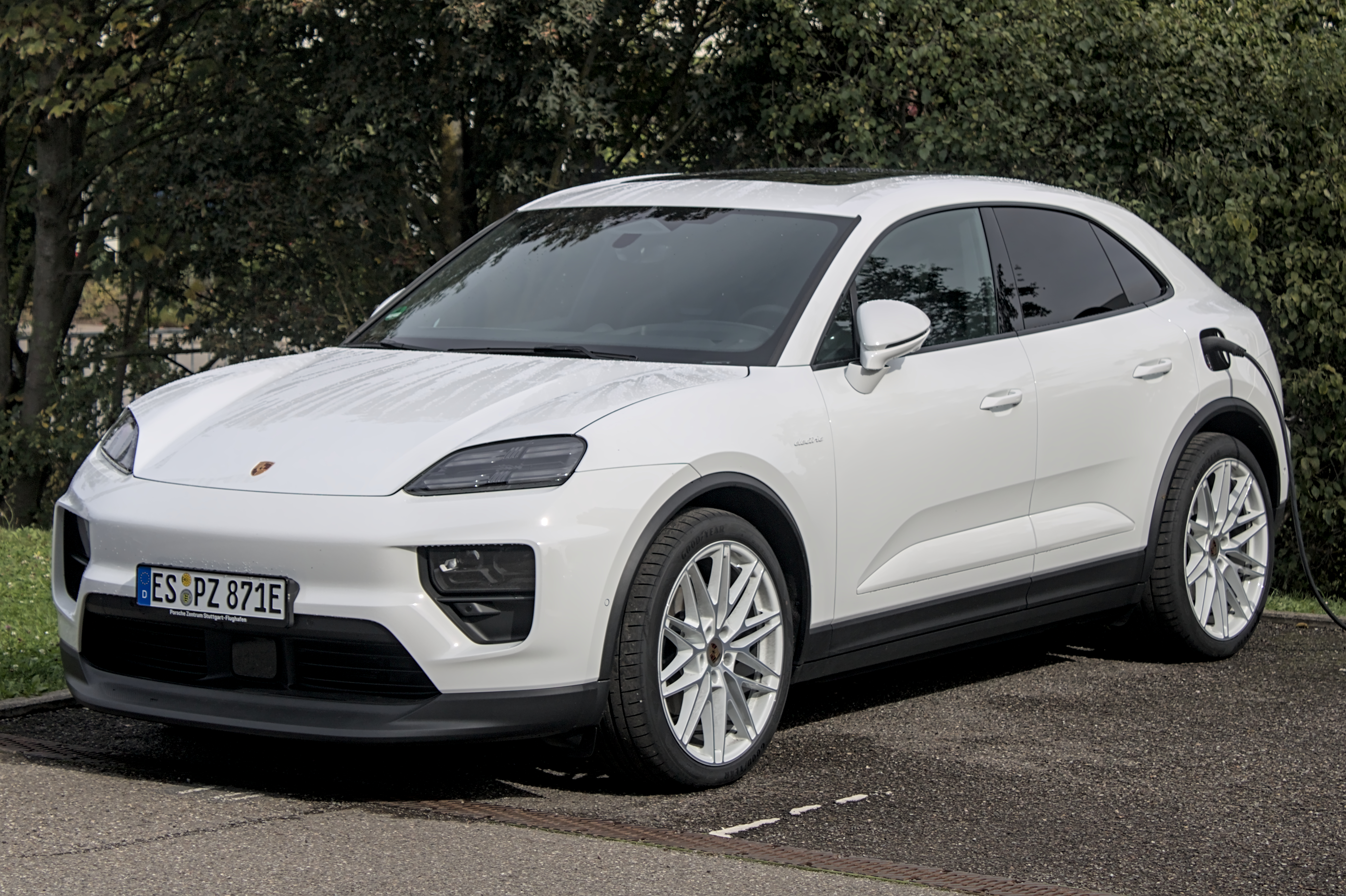
Porsche Macan 4 (seit 2024)

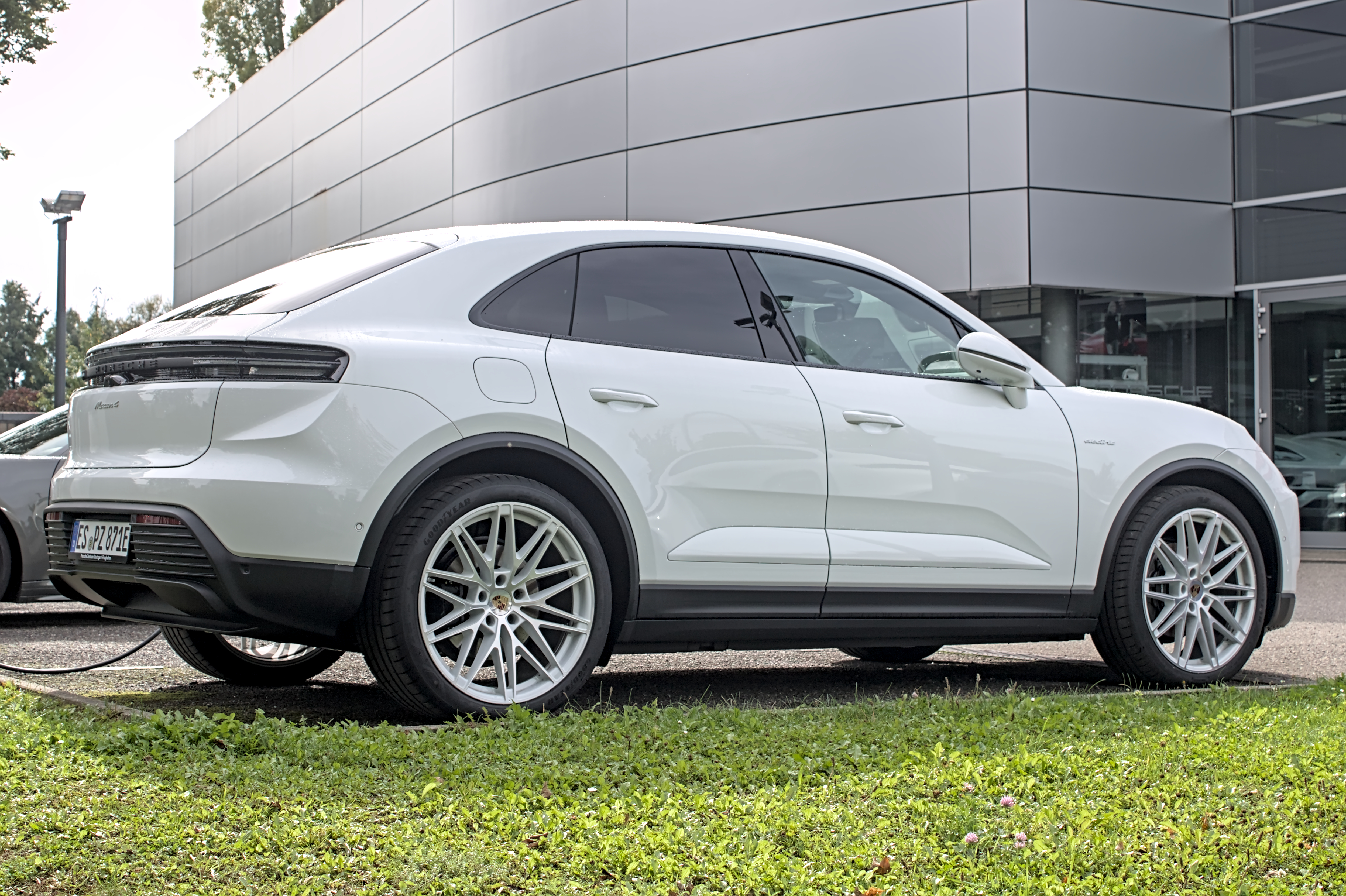
Heckansicht

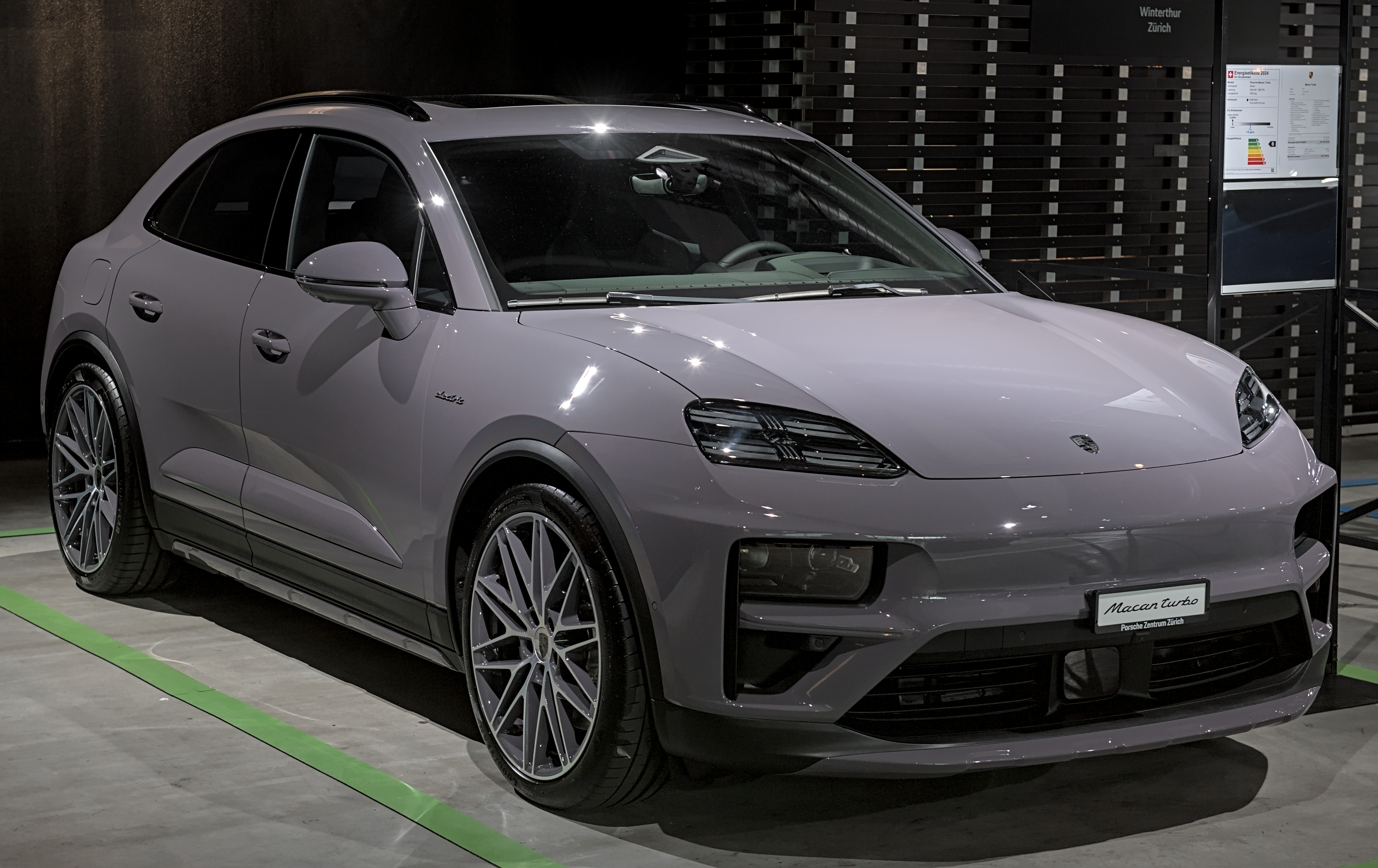
Porsche Macan Turbo (seit 2024)

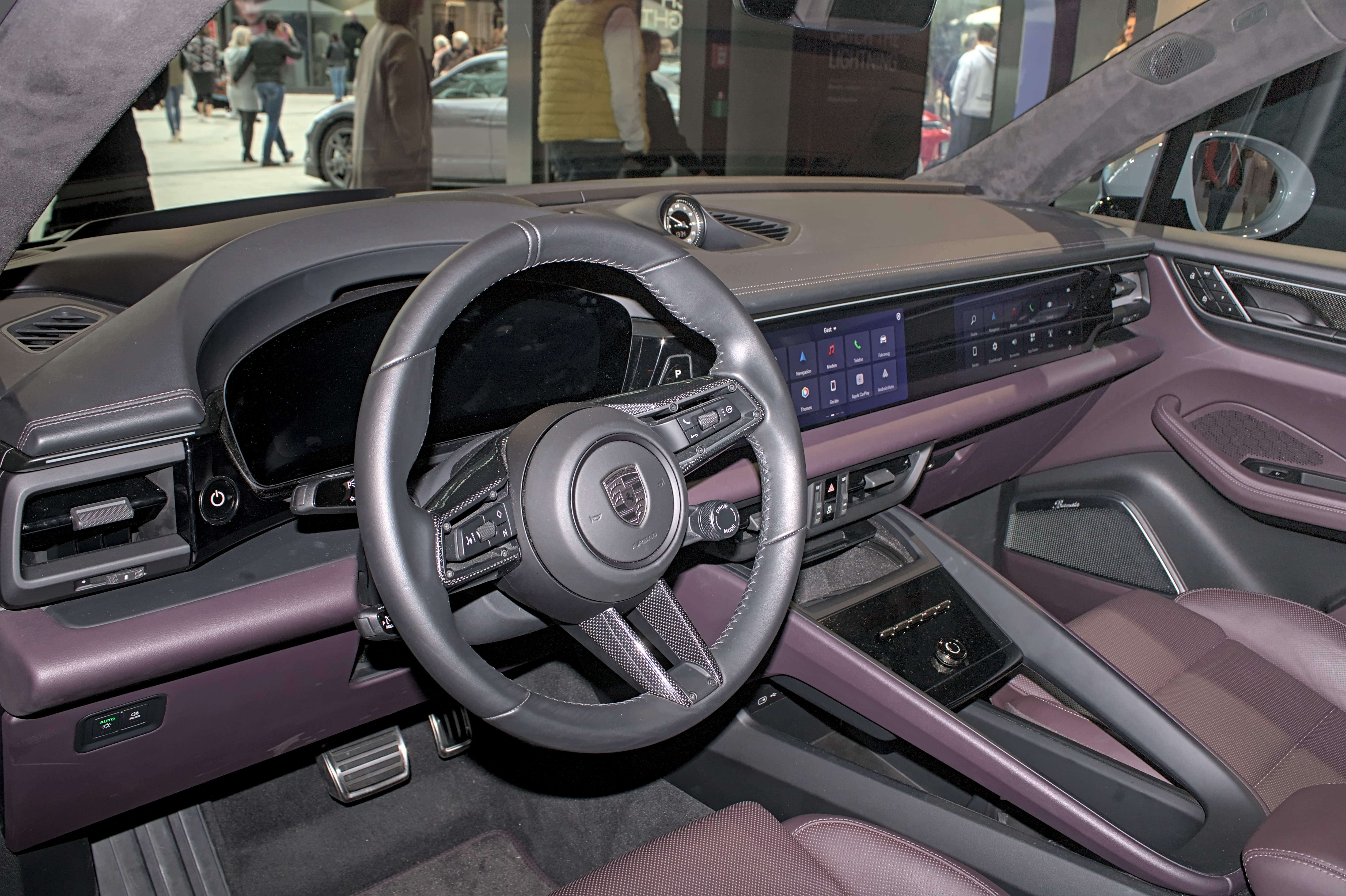
Innenansicht

Der Porsche Macan (Typ XAB) ist ein Elektro-SUV des Automobilherstellers Porsche. Der Macan ist nach dem Taycan das zweite batterieelektrisch angetriebene Modell von Porsche. Produktionsbeginn sollte ursprünglich 2023 sein, er wurde aber auf 2024 verschoben. Der Macan wird vollständig im Porsche-Werk Leipzig gebaut.
Porsche präsentierte den elektrischen Macan im Januar 2024 in Singapur, Audi den technisch ähnlichen Q6 e-tron im März 2024.
Zu Beginn wurden zwei Varianten des Macan angeboten. Die Modelle Macan und Macan 4S folgten im Juli 2024.

## Sicherheit
Ende 2024 wurde der Macan vom Euro NCAP auf die Fahrzeugsicherheit getestet. Er erhielt fünf von fünf möglichen Sternen.

## Technik
Der Macan basiert wie der Audi Q6 e-tron auf der Premium Platform Electric des Volkswagen-Konzerns. Bei einem Radstand von 2,89 m ist der Macan 4,78 m lang und 1,62 m hoch. Sein cW-Wert beträgt 0,25.
Der Macan 4 leistet 300 kW (408 PS) mit 650 Nm und 285 kW (387 PS) im Dauerbetrieb, der Macan Turbo 470 kW (639 PS) mit 1130 Nm und 430 kW (584 PS) im Dauerbetrieb. Die Höchstgeschwindigkeiten liegen je nach Modell zwischen 220 und 260 km/h.
Als Antriebsbatterie ist ein NMC-Akkumulator mit 100 kWh Brutto-Energieinhalt verbaut, von dem 95 kWh nutzbar sind. Die Systemspannung beträgt 800 Volt, wobei beim Laden an einer 400-Volt-Ladestation ein sog. Schütz die Batterie in zwei 400-Volt-Batterien aufteilt, um schneller laden zu können.
Zur Effizienzsteigerung trägt eine Einrichtung bei, die drei Bauteile – den Onboard-AC-Lader, den Hochvolt-Heizer und den DC/DC-Wandler – in einem System kombiniert. Diese Integration führt zu einer Gewichts- und Platzersparnis im Fahrzeug, was die Gesamtleistung und Effizienz verbessern soll.
Serienmäßig hat der Macan ein Stahlfahrwerk. Wahlweise wird ein adaptives Stahl- und ein weiteres adaptives Fahrwerk mit Luftfederung angeboten. Der Wagen hat vorn und hinten eine Fünflenkerachse aus Aluminium. Er wird wahlweise mit Hinterachslenkung geliefert, die die Hinterräder bis zu fünf Grad einschlagen kann. Sie verringert den Wendekreis um einen Meter auf 11,1 m. Die zulässige Anhängelast beträgt 2000 kg.
Die integrierte Softwareplattform des Macan basiert auf Android Automotive.

## Technische Daten
|                                       | Macan                                                                                                | Macan 4                                                                                              | Macan 4S                                                                                             | Macan Turbo                                                                                          |
| ------------------------------------- | --- | --- | --- | --- |
| Bauzeitraum                           | seit 07/2024                                                                                         | seit 05/2024                                                                                         | seit 07/2024                                                                                         | seit 05/2024                                                                                         |
| Motorkenndaten                        | | | | |
| Motortyp                              | Elektromotor                                                                                         | Elektromotor                                                                                         | Elektromotor                                                                                         | Elektromotor                                                                                         |
| Leistung                              | 250 kW (340 PS)                                                                                      | 285 kW (387 PS)                                                                                      | 330 kW (448 PS)                                                                                      | 430 kW (584 PS)                                                                                      |
| Overboost-Leistung bei Launch Control | 265 kW (360 PS)                                                                                      | 300 kW (408 PS)                                                                                      | 380 kW (516 PS)                                                                                      | 470 kW (639 PS)                                                                                      |
| Max. Drehmoment                       | 563 Nm                                                                                               | 650 Nm                                                                                               | 820 Nm                                                                                               | 1130 Nm                                                                                              |
| Kraftübertragung                      | | | | |
| Antriebsart                           | Heckantrieb                                                                                          | Allradantrieb                                                                                        | Allradantrieb                                                                                        | Allradantrieb                                                                                        |
| Getriebe                              | Eingang-Getriebe                                                                                     | Eingang-Getriebe                                                                                     | Eingang-Getriebe                                                                                     | Eingang-Getriebe                                                                                     |
| Antriebsbatterie                      | | | | |
| Zellchemie                            | NMC811                                                                                               | NMC811                                                                                               | NMC811                                                                                               | NMC811                                                                                               |
| Energieinhalt, brutto / netto         | 100 kWh / 95 kWh                                                                                     | 100 kWh / 95 kWh                                                                                     | 100 kWh / 95 kWh                                                                                     | 100 kWh / 95 kWh                                                                                     |
| Systemspannung                        | 800 V bzw. 400 V                                                                                     | 800 V bzw. 400 V                                                                                     | 800 V bzw. 400 V                                                                                     | 800 V bzw. 400 V                                                                                     |
| Messwerte                             | | | | |
| Beschleunigung 0–100 km/h             | 5,7 s                                                                                                | 5,2 s                                                                                                | 4,1 s                                                                                                | 3,3 s                                                                                                |
| Beschleunigung 0–200 km/h             | 20,9 s                                                                                               | 19,0 s                                                                                               | 14,3 s                                                                                               | 11,7 s                                                                                               |
| Max. Geschwindigkeit                  | 220 km/h                                                                                             | 220 km/h                                                                                             | 240 km/h                                                                                             | 260 km/h                                                                                             |
| Energieverbrauch (nach WLTP)          | 17,0–19,8 kWh                                                                                        | 17,9–21,1 kWh                                                                                        | 17,7–20,7 kWh                                                                                        | 18,8–20,7 kWh                                                                                        |
| Reichweite (nach WLTP)                | 536–641 km                                                                                           | 516–613 km                                                                                           | 512–606 km                                                                                           | 518–591 km                                                                                           |
| Ladezeit                              | 100 %: 600 Minuten (AC 3-phasig Wallbox/Ladesäule 11,0 kW) 80 %: 21 Minuten (DC Ladesäule >320,0 kW) | 100 %: 600 Minuten (AC 3-phasig Wallbox/Ladesäule 11,0 kW) 80 %: 21 Minuten (DC Ladesäule >320,0 kW) | 100 %: 600 Minuten (AC 3-phasig Wallbox/Ladesäule 11,0 kW) 80 %: 21 Minuten (DC Ladesäule >320,0 kW) | 100 %: 600 Minuten (AC 3-phasig Wallbox/Ladesäule 11,0 kW) 80 %: 21 Minuten (DC Ladesäule >320,0 kW) |
| Maße L × B × H:                       | 4784 mm × 1938 mm × 1623 mm                                                                          | 4784 mm × 1938 mm × 1622 mm                                                                          | 4784 mm × 1938 mm × 1622 mm                                                                          | 4784 mm × 1938 mm × 1621 mm                                                                          |
| Wendekreis                            | 12,1 m Vorderradlenkung (Serie) 11,1 m Allradlenkung (Option)                                        | 12,1 m Vorderradlenkung (Serie) 11,1 m Allradlenkung (Option)                                        | 12,1 m Vorderradlenkung (Serie) 11,1 m Allradlenkung (Option)                                        | 12,1 m Vorderradlenkung (Serie) 11,1 m Allradlenkung (Option)                                        |
| Luftwiderstandsbeiwert cw             | 0,25                                                                                                 | 0,25                                                                                                 | 0,25                                                                                                 | 0,25                                                                                                 |
| Leergewicht nach EG                   | 2295 kg                                                                                              | 2405 kg                                                                                              | 2420 kg                                                                                              | 2480 kg                                                                                              |

## Zulassungszahlen in Deutschland
Seit dem Marktstart bis einschließlich Dezember 2024 wurden in der Bundesrepublik Deutschland insgesamt 2777 Porsche Macan Electric zugelassen.
| 163 \| \| |
|           |

|  |

| 2.614 \| \| |
|             |

|  |

| 163 \| \| |
|           |

|  |

| 2.614 \| \| |
|             |

|  |

| 163 \| \| |
|           |

|  |

| 2.614 \| \| |
|             |

|  |

| 163 \| \| |
|           |

|  |

| 2.614 \| \| |
|             |

|  |

| 163 \| \| |
|           |

|  |

| 2.614 \| \| |
|             |

|  |

| 163 \| \| |
|           |

|  |

| 2.614 \| \| |
|             |

|  |

| 163 \| \| |
|           |

|  |

| 2.614 \| \| |
|             |

|  |

| 163 \| \| |
|           |

|  |

| 2.614 \| \| |
|             |

|  |

|  | Heckantrieb |

|  | Heckantrieb |

|  | Allradantrieb |

|  | Allradantrieb |